# The Hidden Persuaders (film)
The Hidden Persuaders este un film britanic regizat de către Wayne Dudley și lansat de către Dudley Dangerous Productions. În rolurile principale, Dayle Teegarden este "Frank Cash", un reporter la Daily Tribune; Nicolas Modlin ca "Damon DeVille", cântărețul din trupa Processed Minds; și Stephen Samson ca "Dave McCartney", managerul trupei.